# Pekelnik
Pekelnik (lengyelül Piekielnik [pʲɛ'kʲɛl'ɲik]) falu Lengyelország déli részén, az egykori Nowy Sącz, a mai Kis-lengyelországi vajdaságban.

## Fekvése
Trsztenától 20 km-re északkeletre, a Fekete-Árvába igyekvő Pekelnik patak mellett fekszik.

## Története
A falu a Magyar Királyság része volt, a 16. században Thurzó Ferenc telepíttette be.
A 18. század végén Vályi András így ír róla: „PEKELNIK. Tót falu Árva Vármegyében, földes Ura a’ Királyi Kamara, lakosai katolikusok, fekszik a’ felső járásban, Jablonkának szomszédságában; határja sovány, tsupán zabot terem, lakosai többnyire gyólts-készítésből élnek; erdeje van.”
Fényes Elek 1851-ben kiadott geográfiai szótárában így ír a faluról: „Pekelnik, tót falu, Árva vmegyében: 1396 kath., 9 zsidó lakossal. Kath. paroch. templom. Harminczad hivatal. Kereskedés gabonával és gyolcscsal. 51 2/3 sessió. F. u. az árvai uradalom. Ut. p. Rosenberg.”
A trianoni diktátumig Árva vármegye Trsztenai járásához tartozott.
Egyike a trianoni békeszerződés aláírása után egy hónappal, a belgiumi Spa-ban tartott diplomáciai konferencia által Lengyelországnak ítélt tizennégy felső-árvai falunak.

## Népessége
1910-ben 1239, túlnyomóan lengyel lakosa volt.
Ma 2100 lakosa van.

## Híres emberek
Itt született 1873-ban Tomcsányi János magyar műfordító, publicista és tanár, aki a két világháború közötti időben a lengyel-magyar kapcsolatok kiemelkedő alakja, az irodalmi Nobel-díjas Władysław Reymont „Parasztok” című regényének fordítója volt.

## Látnivalók
- Jellegzetes árvai faházai közül néhány még látható.
- Római katolikus temploma Szent Jakabnak van szentelve.
- A falutól délre nagyobb tőzeges terület fekszik.